# 카하스물쥐
카하스물쥐(Chibchanomys orcesi)는 비단털쥐과 목화쥐아과에 속하는 설치류이다. 에콰도르 카하스 국립공원의 토착종이다. 자연 서식지는 카하스 국립공원의 고지대 초원(파라모)이다. 작은 물고기와 큰 무척추동물을 잡을 수 있는 물가에서 산다.